# Distoleon gafsanus
Distoleon gafsanus is een insect uit de familie van de mierenleeuwen (Myrmeleontidae), die tot de orde netvleugeligen (Neuroptera) behoort. 
Distoleon gafsanus is voor het eerst wetenschappelijk beschreven door Navás in 1921.